# Mission: Impossible – Dead Reckoning Part One (soundtrack)
Mission: Impossible – Dead Reckoning Part One is de originele soundtrack van de gelijknamige film uit 2023, gecomponeerd door Lorne Balfe.
Balfe die de filmmuziek voor de voorganger Mission: Impossible – Fallout componeerde, keerde terug om muziek te verzorgen voor de tweedelige serie Dead Reckoning. Net als de voorgangers hergebruikte Balfe het openingsthema van de franchise, gecomponeerd door Lalo Schifrin. De soundtrack van de film werd op 12 juli 2023 samen met de film digitaal uitgebracht door Sony Music Entertainment en Paramount Music, met een fysieke release op 26 juli 2023 door La-La Land Records. Het album is opgenomen in verschillende delen van Europa met 500 muzikanten die de partituur uitvoerden. De openingstitels van de film is op 6 juli 2023 als single uitgebracht.

## Tracklist
| Nr. | Titel                         | Duur |
| --- | ----------------------------- | ---- |
| 1.  | The Sevastopol                | 2:07 |
| 2.  | The Phantom                   | 3:06 |
| 3.  | Collision Alarm               | 1:31 |
| 4.  | A Ghost in the Machine        | 2:39 |
| 5.  | The Sum of Our Choices        | 1:24 |
| 6.  | Dead Reckoning Opening Titles | 1:13 |
| 7.  | The Entity                    | 3:23 |
| 8.  | Your Mission…                 | 2:35 |
| 9.  | This Is Not a Drill           | 2:13 |
| 10. | The Plot Thickens             | 8:22 |
| 11. | You Are Dunn                  | 5:55 |
| 12. | Get Out Now                   | 1:57 |
| 13. | A Colourful Past              | 3:11 |
| 14. | Rush Hour in Rome             | 3:33 |
| 15. | Roman Getaway                 | 2:47 |
| 16. | You’re Driving                | 2:04 |
| 17. | Hit It                        | 2:11 |
| 18. | He Calls Himself Gabriel      | 6:23 |
| 19. | A Most Probable Next          | 5:20 |
| 20. | Run As Far As You Can         | 1:59 |
| 21. | You Are Done                  | 3:28 |
| 22. | Chasing Grace                 | 2:51 |
| 23. | I Was Hoping It’d Be You      | 1:42 |
| 24. | Ponte Dei Conzafelzi          | 2:19 |
| 25. | To Be a Ghost                 | 2:22 |
| 26. | What Is Your Objective        | 4:28 |
| 27. | Murder and The Orient Express | 3:34 |
| 28. | Mask of Lies                  | 2:37 |
| 29. | I Missed the Train            | 3:06 |
| 30. | Key Details                   | 3:36 |
| 31. | The Moment of Truth           | 2:18 |
| 32. | Should You Choose to Accept   | 1:59 |
| 33. | Leap of Faith                 | 1:37 |
| 34. | Consequences                  | 1:41 |
| 35. | You Stop the Train            | 3:48 |
| 36. | Chaos on the Line             | 2:49 |
| 37. | Countdown                     | 2:54 |
| 38. | This Was the Plan             | 6:15 |
| 39. | Curtain Call                  | 1:02 |